# Référendum de 2020 sur le drapeau du Mississippi

Drapeau soumis à référendum.

Ancien drapeau

Un référendum sur un nouveau drapeau a lieu le 3 novembre 2020 au Mississippi. La population est amenée à se prononcer sur un projet de loi d'origine parlementaire, dite Mesure 3, visant à adopter pour drapeau du Mississippi celui choisi par une commission parlementaire parmi des propositions populaires. Le précédent drapeau avait fait l'objet d'une loi l'abolissant à la suite d'une longue controverse sur la présence du drapeau confédéré. Les propositions de nouveau drapeau comprenaient pour obligation la présence de la mention « In God We Trust » (« En Dieu nous croyons »).
La proposition de drapeau est approuvée à une large majorité.

## Résultats
| Choix                     | Votes     | %     |
| ------------------------- | --------- | ----- |
| Pour                      | 943 918   | 72,98 |
| Contre                    | 349 522   | 27,02 |
|                           |           |       |
| Votes valides             | 1 293 440 | 97,69 |
| Votes blancs et invalides | 30 609    | 2,31  |
| Total                     | 1 324 049 | 100   |
| Abstention                |           |       |
| Inscrits/Participation    |           |       |

| Votes Pour (72,98 %) |  |  | Votes Contre (27,02 %) |
| ▲                    |  |  |                        |
| Majorité absolue     |  |  |                        |